# Sealtiel

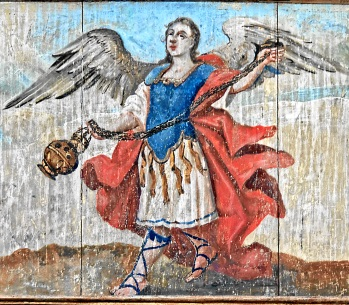
Erzengel Sealtiel, Mariä Himmelfahrt (Mattsies).

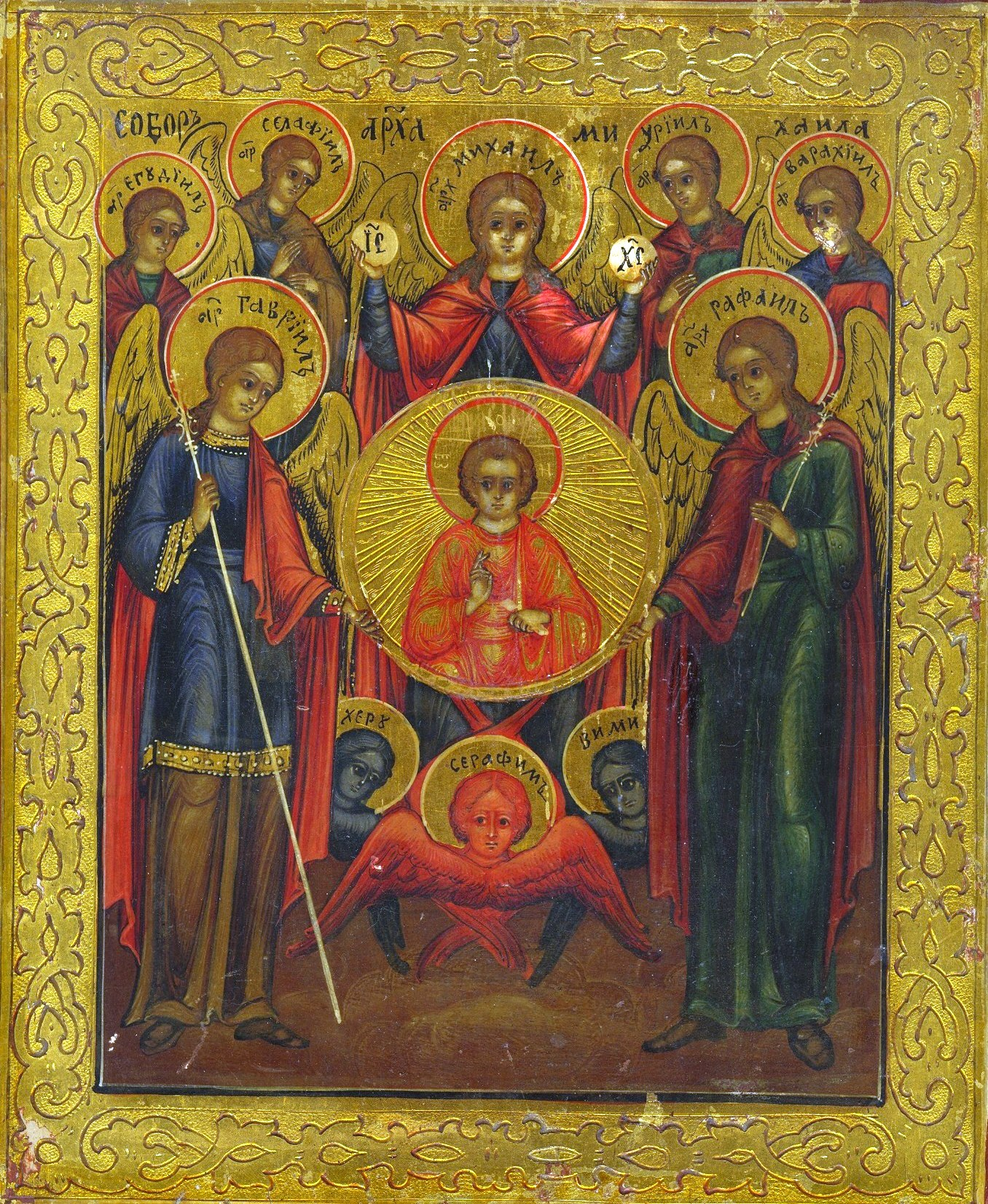
Rat der Engel (Ангелскй Собор). Russische Ikone der sieben Erzengel (von links nach rechts: Jehudiel, Gabriel, Sealtiel, Michael, Uriel, Raphael, Barachiel, versammelt um Christus Emmanuel), 18. Jh.

Sealtiel (hebräisch שאלתיאל Shealtiel, „Gebet“ oder „Gebot Gottes“) ist einer von in apokryphen Schriften namentlich benannten sieben Erzengeln. Der Name Sealtiel findet sich auch in der Schreibweise Selathiel oder Selaphiel.
Neben den Engeln Gabriel, Michael, Raphael und Uriel wurden im frühen Mittelalter vor allem in der Tradition der byzantinisch-orthodoxen Kirchen drei weitere Erzengel namentlich benannt, Barachiel, Jehudiel und Sealtiel. Die Verehrung Uriels und der Engel Barachiel, Jehudiel und Sealtiel setzte sich in der Westkirche nicht dauerhaft durch, obwohl sich Belege für die Verehrung von sieben Erzengeln im Mittelalter und wieder im Barock finden.

## Geschichte
In dem zwischen 130 v. Chr. und 68 n. Chr. entstandenen Buch Henoch werden „sieben heilige Engel, die allzeit wachen“ genannt. Im 15. Jahrhundert beschrieb der Mönch Amadeu da Silva Meneses († 1482) seine Vorstellung von sieben Erzengeln, in der er einen als Sealtiel bezeichnet.

## Ikonographie
In der christlichen Ikonographie wird der Engel oft mit über der Brust im Gebet gekreuzten Armen dargestellt.  In der Ikonenmalerei der orthodoxen Kirche wird Sealtiel als einer der sieben Erzengel dargestellt.
In der Ikonographie der Westkirche ist Sealtiel nur noch sehr selten zu finden. Nachdem auf einem alten Fresko in der den sieben (Erz-)Engeln geweihten Kirche Sette Angeli in Palermo Anfang des 16. Jahrhunderts eine Darstellung derselben wiederentdeckt wurde, kamen in der Ikonographie auch solche Darstellungen wieder auf. Jedoch wurden sie bald auf Drängen kirchlicher Autoritäten übermalt. In Gemälden und Figuren der Barockzeit ist Barachiel wieder ab und zu zu finden, z. B. auf Emporenbilder in der Pfarrkirche Mattsies und einer Serie des Meisters von Calamarca aus Bolivien von ca. 1750.